# Liste bekannter Deutschstämmiger in Australien

Prozentualer Anteil von Menschen deutscher Abstammung zur Gesamtpopulation Australiens im Jahr 2011

Die Liste bekannter Deutschstämmiger in Australien enthält Personen, die für die Geschichte Australiens eine nachhaltige Rolle spielen oder gespielt haben.
Es handelt sich dabei um Persönlichkeiten, die eingewandert sind oder in besonderer Weise in und für Australien gewirkt haben.

## Erste Deutsche in Australien
Die ersten Deutschsprachigen, die australischen Boden betraten, waren der preußische Naturwissenschaftler Johann Reinhold Forster (1729–1798) und sein Sohn Georg Forster. Sie begleiteten James Cook auf seiner zweiten Entdeckungsreise (1772–1775). Arthur Phillip war der erste britische Gouverneur von New South Wales. Er hatte einen Vater, der in Hessen geboren wurde. England deportierte in der Zeit der Sträflingskolonie Australien 73 deutschstämmige Sträflinge nach Australien. Der erste Oberste Landvermesser in der neuen Kolonie New South Wales war Augustus Alt (1731–1815), dessen Vater in Hessen-Kassel geboren worden war. Phillip Schäffer, der mit der First Fleet nach Australien kam, war Leutnant eines hessischen Regiments, das im Amerikanischen Unabhängigkeitskrieg auf Seiten der Engländer gekämpft hatte. Er war Oberaufseher der Sträflinge und als er sich als Siedler niederließ, pflanzte er 1792 die ersten Weinreben in Australien. Joseph Seppelt (1813–1868), ein Preuße, legte im Jahr 1851 den Grundstein der ältesten australischen Weinkellerei.

## Themen
Nachfolgend sind bekannte deutschstämmige Persönlichkeiten nach Themenkreisen gelistet.

### Künstler
- Eric Bana (* 1968), Schauspieler

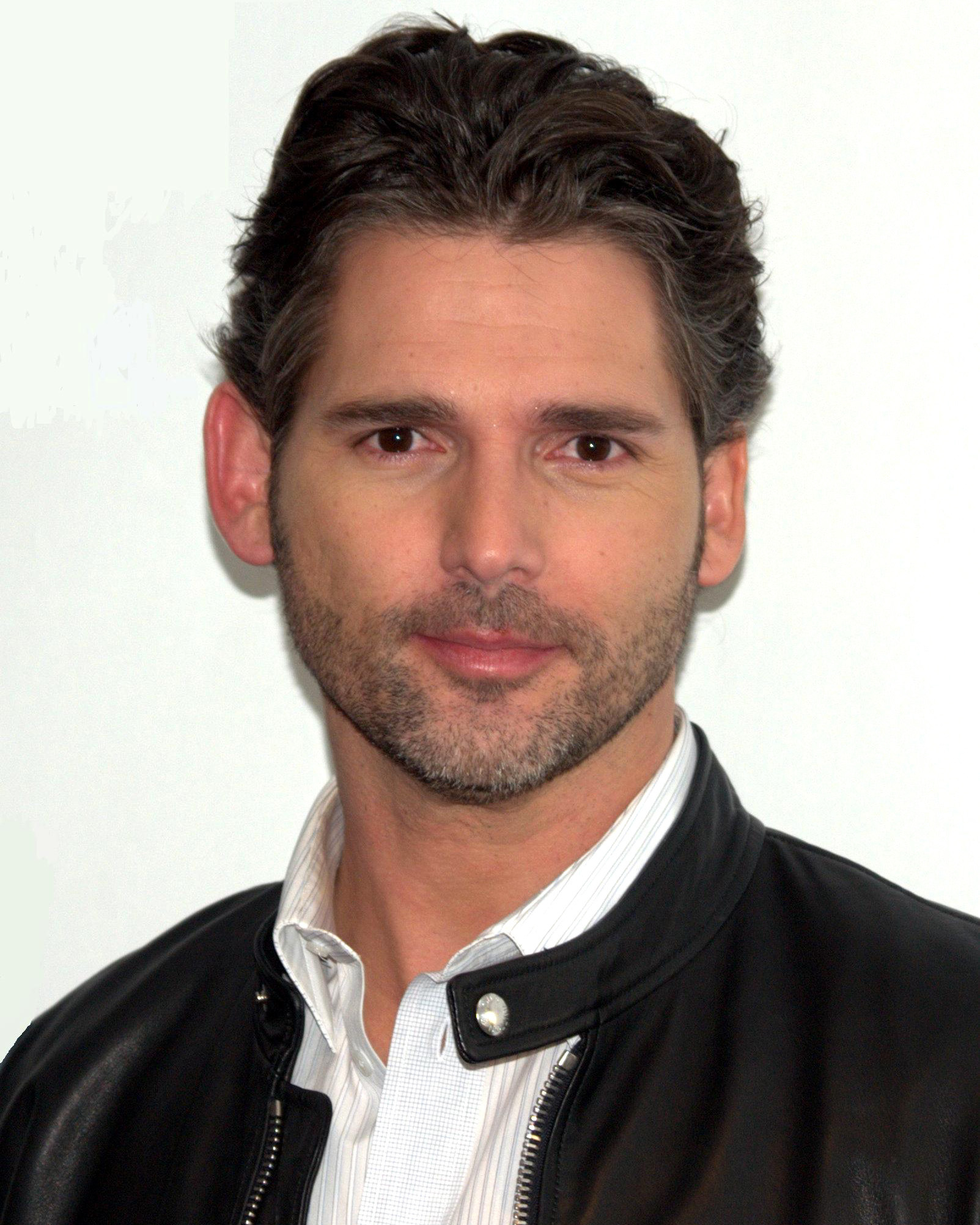
Schauspieler Eric Bana (2009)

- Ludwig Becker (1808–1861), Maler und Naturforscher
- Elise Blumann (1897–1990), Malerin
- Dieter Brummer (1976–2021), Schauspieler
- Hans Heysen (1877–1968), Maler
- Nora Heysen (1911–2003), Malerin (Tochter von Hans Heysen)
- Ron Mueck (* 1958), Bildhauer
- Elke Neidhardt (1941–2013), Opernregisseurin
- Gert Sellheim (1901–1970), Künstler

### Komponisten

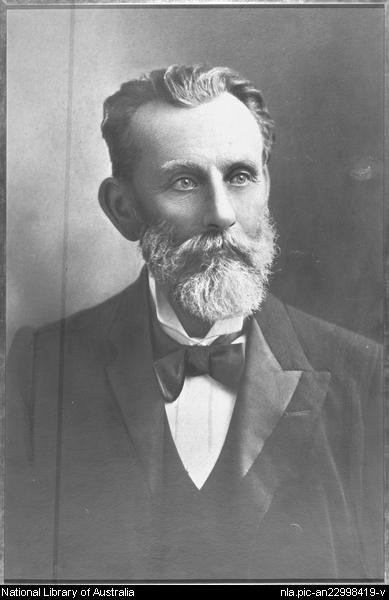
Komponist Hugo Alpen

- Hugo Alpen (1842–1917), Komponist, Chorleiter, Gesangslehrer
- Burkhard von Dallwitz (* 1959), Komponist von Filmmusik
- George Dreyfus (* 1928), Komponist
- Julius Herz (1841–1898), Komponist, Organist und Musiklehrer
- Moritz Heuzenroeder (1849–1897), Pianist und Komponist
- Augustus Juncker (1855–1942), Komponist
- Carl Linger (1810–1862), Komponist
- Hermann Rosendorff (1860–1935), Violinist und Komponist
- Julius Siede (1825–1903), Komponist und Flötenspieler
- Fred Werner (1850–1920), Komponist und Musiklehrer

### Politiker
- Eric Abetz (* 1958), Politiker

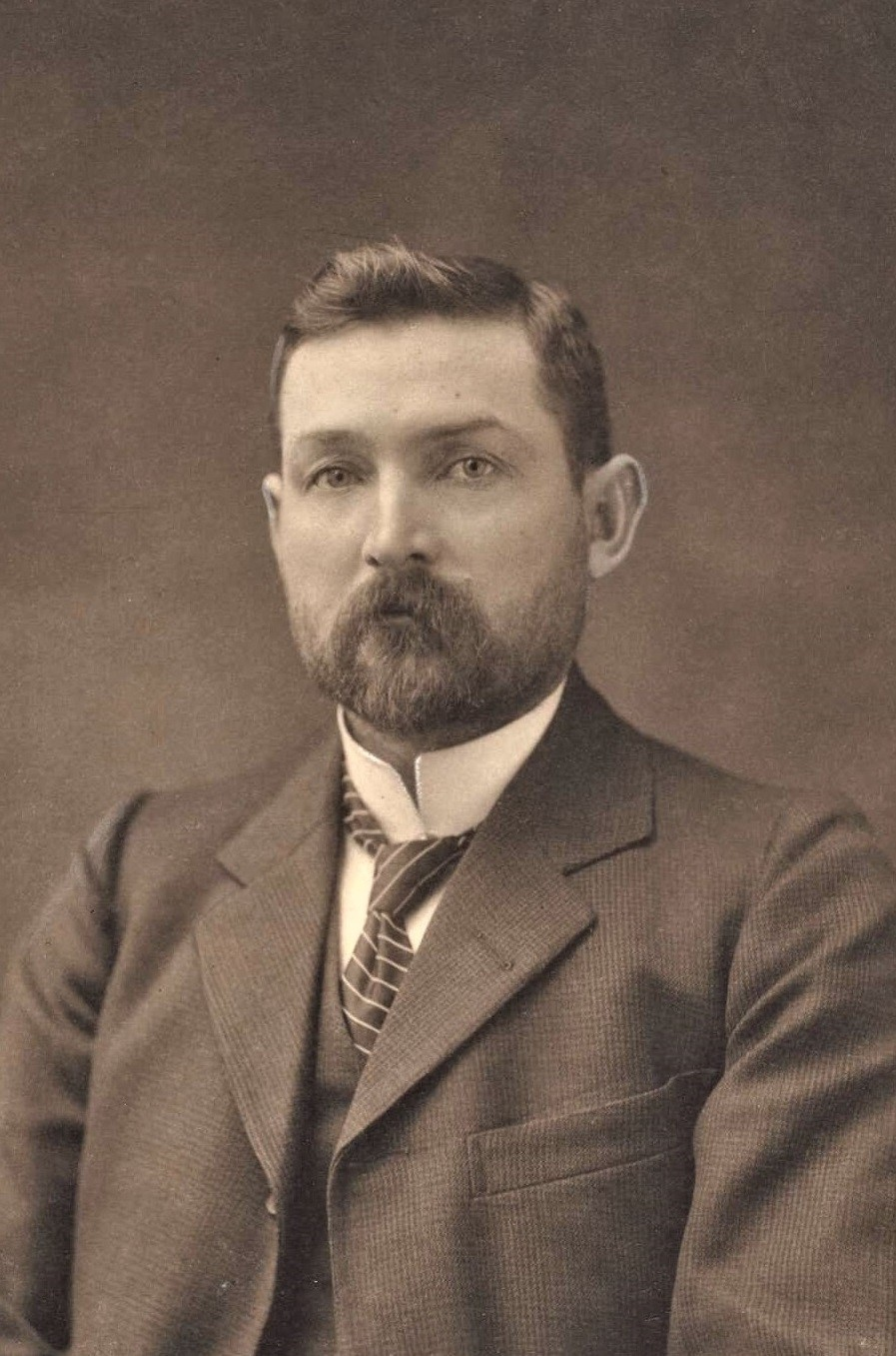
Premierminister Chris Watson (um 1904)

- Martin Basedow (1829–1902), Bildungsminister, Journalist, Zeitungsverleger.
- Timothy Fischer (* 1946), Politiker
- Andre Haermeyer (* 1956), Politiker
- Carl Mücke (1815–1898), Bildungspolitiker, Autor, Zeitungsverleger
- Bertha McNamara (1853–1931), Polit- und Sozialaktivistin
- Arthur Phillip (1738–1814), erster Gouverneur von New South Wales
- Chris Watson (1867–1941), Politiker und ehemaliger Premierminister
- Henry Winneke (1908–1985), Gouverneur von Victoria

### Missionare und Theologen
- Ernest Burgmann (1885–1967), Anglikanischer Bischof und Sozialaktivist
- Gotthard Daniel Fritzsche,(1797–1863), Missionar und Mitbegründer der Evangelisch-Lutherischen Kirche Australiens
- August Kavel (1798–1860), Missionar
- Hermann Sasse (1895–1976), Theologe
- Carl Strehlow (1871–1922), Missionar

### Sportler
- Katrin Borchert (* 1969), Kanutin

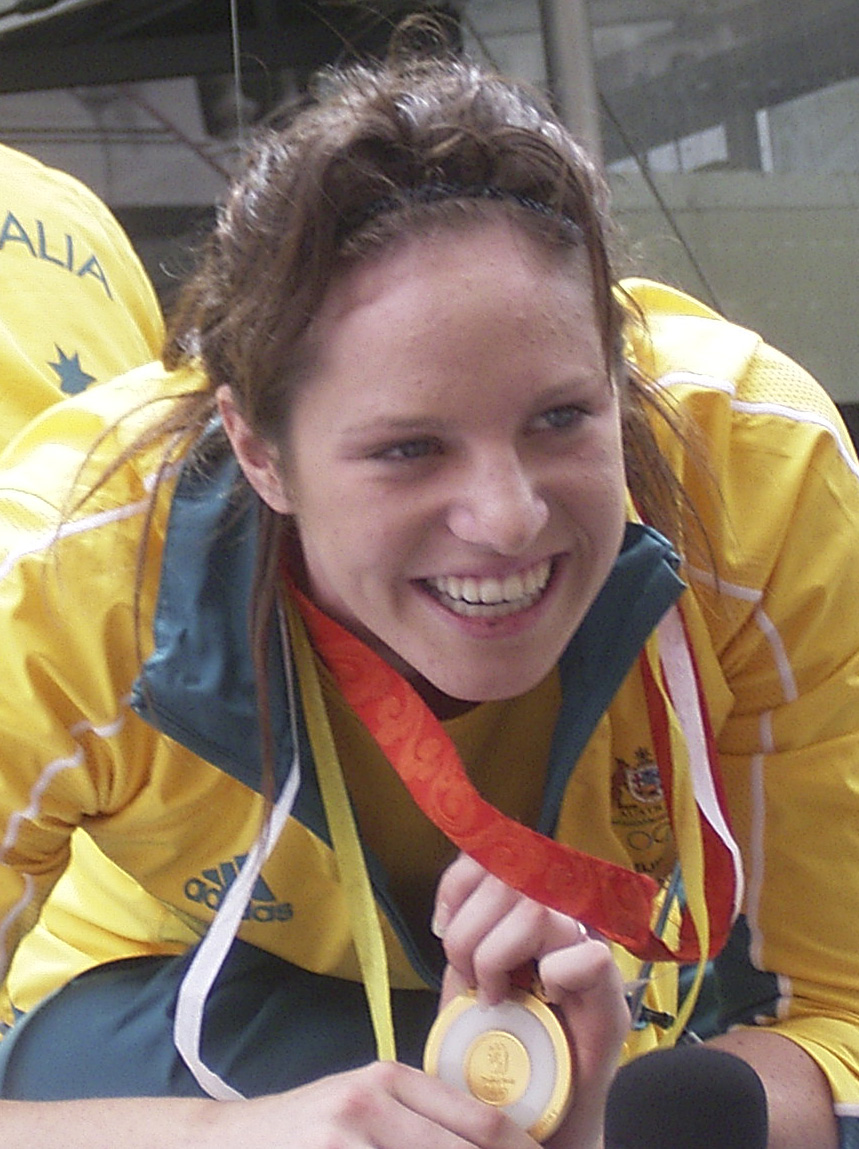
Emily Seebohm (2008)

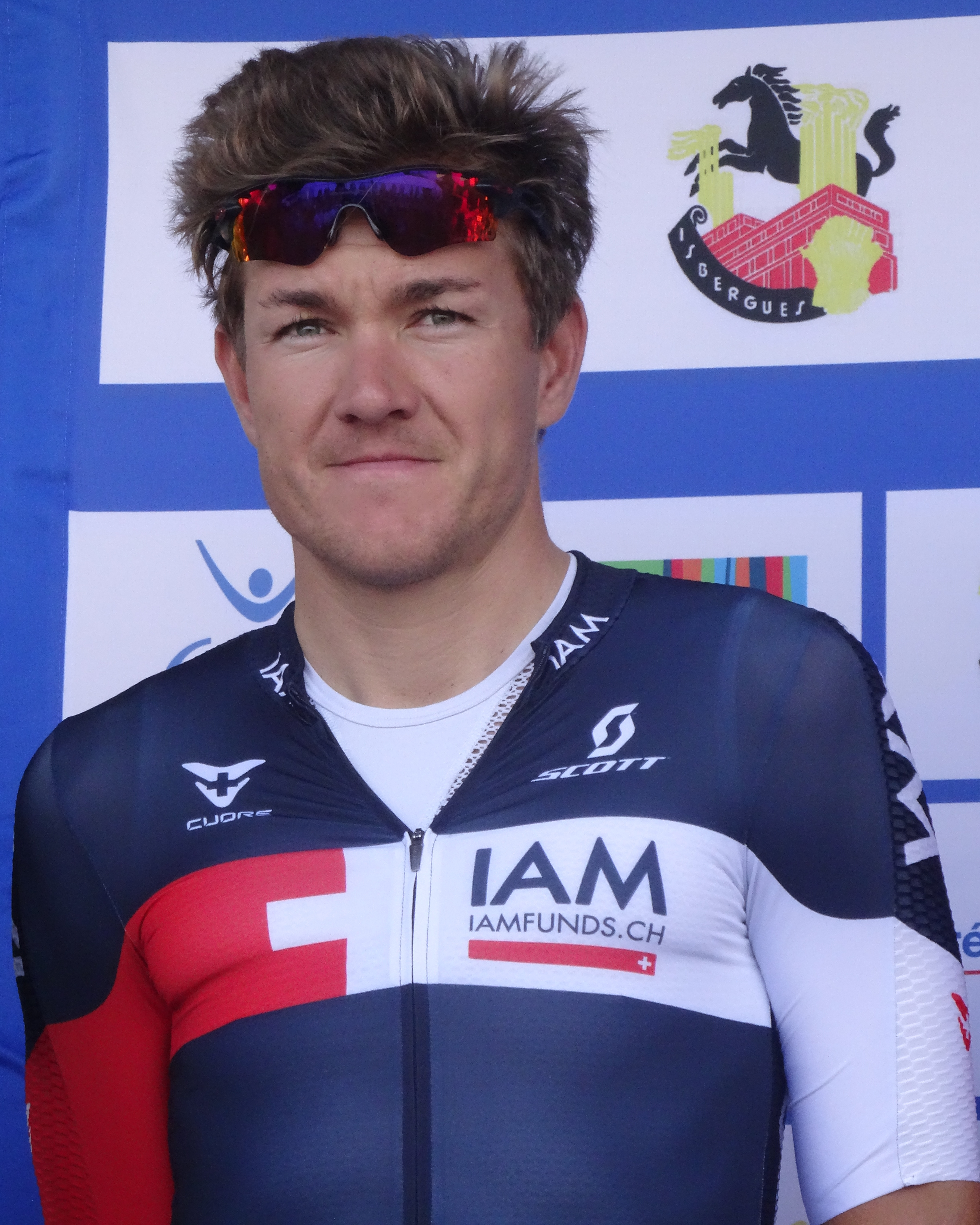
Heinrich Haussler (2014)

- Carl Ditterich (* 1945), Australian-Football-Spieler
- Heinrich Haussler (* 1984), Radrennfahrer
- Andrew Lauterstein (* 1987), Schwimmer
- Carl Limberger (* 1964), Tennisspieler
- Stewart Loewe (* 1968), australischer Footballspieler
- David Neitz (* 1975), Australian-Football-Spieler
- Hubert Opperman (1904–1996), Radrennfahrer
- Nick Riewoldt (* 1982), Australian-Football-Spieler
- Manfred Schaefer (1943–2023), Fußballer
- Les Scheinflug (* 1938), Fußballer
- Luke Schenscher (* 1982), Basketballspieler
- Jessicah Schipper (* 1986), Schwimmerin
- Mark Schwarzer (* 1972), Fußballer
- Wayne Schwass (* 1968), Australian-Football-Spieler
- Emily Seebohm (* 1992), Schwimmerin
- Nicholas Sprenger (* 1985), Schwimmer
- Judith Ungemach (* 1968), Ruderin
- Matthias Ungemach (* 1968), Ruderer
- Shane Warne (1969–2022), Cricketspieler
- Christine Wolf (* 1980), Leichtathletin

### Wissenschaftler und Entdecker

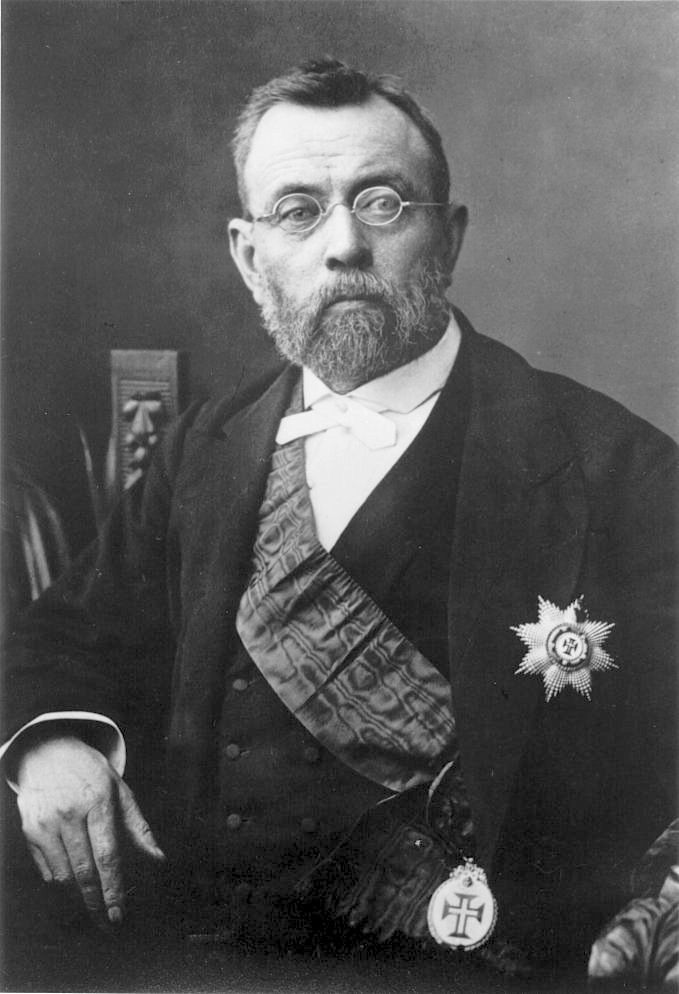
Botaniker Ferdinand von Mueller (nach 1860)

- Herbert Basedow (1881–1933), Anthropologe, Geologe, Politiker, Mediziner und Entdecker
- Ludwig Becker (1808–1861), Maler und Naturforscher
- Ralph Elliott (1921–2012), Linguist und Runenexperte
- Gerard Krefft (1830–1881), Zoologe
- Ludwig Leichhardt (1813–vermutlich 1848), Entdecker
- Johannes Menge (1788–1852), Mineraloge
- Ferdinand von Mueller (1825–1896), Botaniker
- Georg von Neumayer (1826–1909), Geophysiker und Polarforscher
- Moritz Richard Schomburgk (1811–1891), Botaniker
- Ted Strehlow (1908–1978), Anthropologe
- Charles Rasp (1846–1907), Mineraloge

### Sonstige

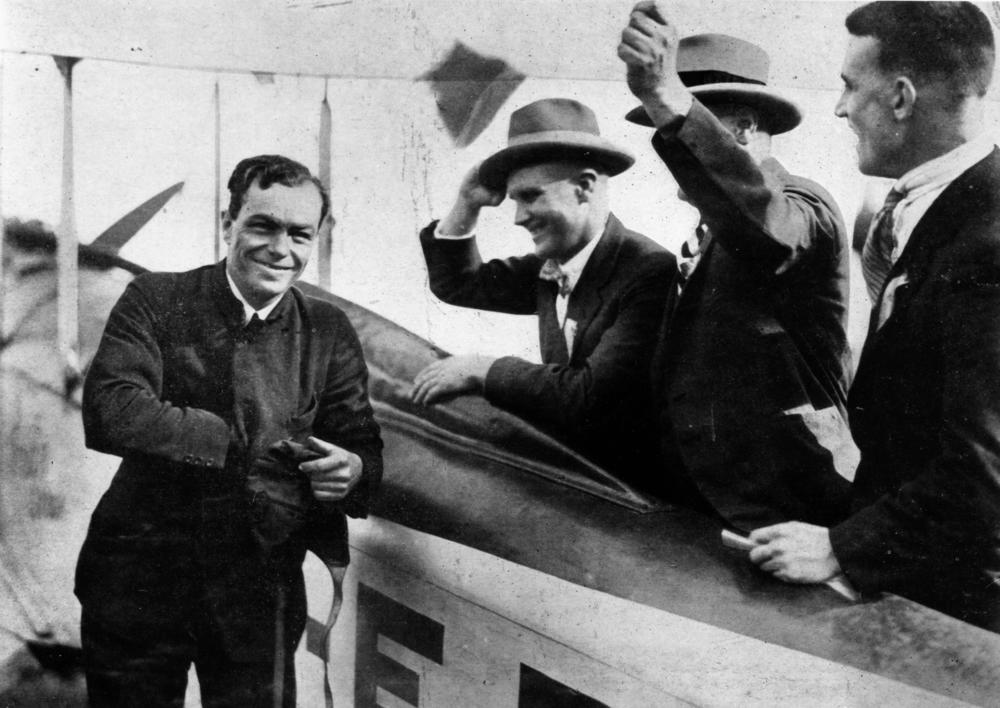
Flugpionier Bert Hinkler (links) neben seinem Fluggerät (Februar 1928)

- Augustus Alt (1734–1815), erster Oberster Landvermesser Surveyor General von New South Wales
- Erich Glowatzky (1909–1999), Unternehmer
- Bert Hinkler (1892–1933), Flugpionier
- Helmut Newton (1920–2004), Fotograf
- Joseph Seppelt (1813–1868), Gründer der gleichnamigen australischen Weinkellerei
- Wolfgang Sievers (1913–2007), Fotograf
- Markus Zusak (* 1975), Autor